# Celtis paniculata
Celtis paniculata là một loài thực vật có hoa trong họ Cannabaceae. Loài này được (Endl.) Planch. mô tả khoa học đầu tiên năm 1848.

## Hình ảnh

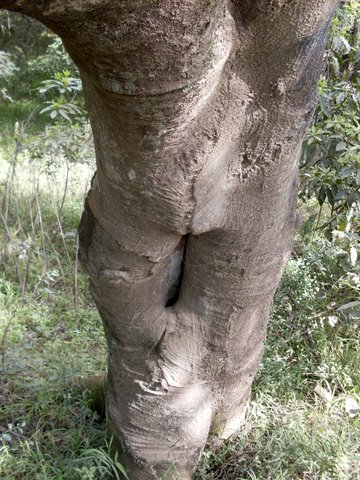
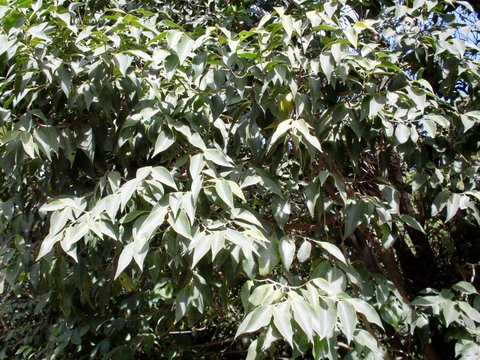
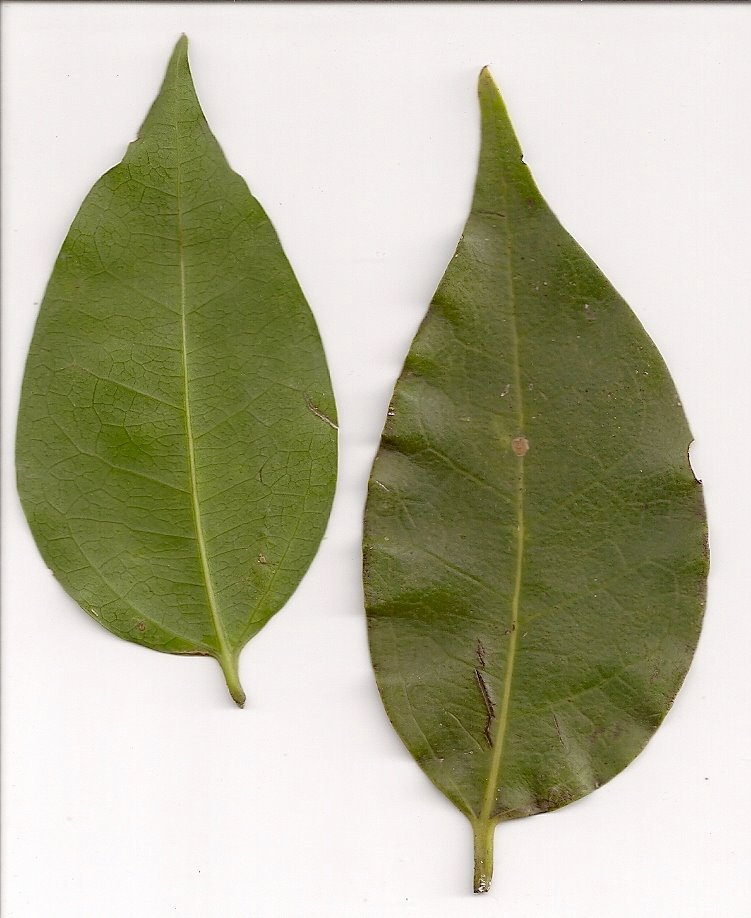